# العلاقات الطاجيكستانية الموزمبيقية
العلاقات الطاجيكستانية الموزمبيقية هي العلاقات الثنائية التي تجمع بين طاجيكستان وموزمبيق.

## مقارنة بين البلدين
هذه مقارنة عامة ومرجعية للدولتين:
| وجه المقارنة                                              | طاجيكستان                          | موزمبيق          |
| --------------------------------------------------------- | ---------------------------------- | ---------------- |
| المساحة (كم2)                                             | 143.10 ألف                         | 801.59 ألف       |
| عدد السكان (نسمة)                                         | 8.92 مليون                         | 29.67 مليون      |
| الكثافة السكانية (ن./كم²)                                 | 62.33                              | 37.01            |
| العاصمة                                                   | دوشنبه                             | مابوتو           |
| اللغة الرسمية                                             | اللغة الطاجيكية                    | اللغة البرتغالية |
| العملة                                                    | ساماني طاجيكي، الروبل الطاجيكستاني | متكال موزمبيقي   |
| الناتج المحلي الإجمالي (بليون دولار)                      | 7.15 مليار                         | 12.33 مليار      |
| الناتج المحلي الإجمالي (تعادل القوة الشرائية) بليون دولار | 24.03 مليار                        | 33.35 مليار      |
| الناتج المحلي الإجمالي الاسمي للفرد دولار أمريكي          | 925                                | 529              |
| الناتج المحلي الإجمالي للفرد دولار أمريكي                 | 2.69 ألف                           | 1.13 ألف         |
| مؤشر التنمية البشرية                                      | 0.624                              | 0.416            |
| رمز المكالمات الدولي                                      | +992                               | +258             |
| رمز الإنترنت                                              | .tj                                | .mz              |
| المنطقة الزمنية                                           | ت ع م+05:00                        | ت ع م+02:00      |

## منظمات دولية مشتركة
يشترك البلدان في عضوية مجموعة من المنظمات الدولية، منها:
| علم المنظمة | اسم المنظمة                        | تاريخ انضمام طاجيكستان | تاريخ انضمام موزمبيق |
| ----------- | ---------------------------------- | ---------------------- | -------------------- |
|             | الاتحاد البريدي العالمي            | ?                      | ?                    |
|             | مؤسسة التنمية الدولية              | 4 يونيو 1993           | 24 سبتمبر 1984       |
|             | منظمة حظر الأسلحة الكيميائية       | ?                      | ?                    |
|             | الأمم المتحدة                      | 2 مارس 1992            | 16 سبتمبر 1975       |
|             | وكالة ضمان الاستثمار متعدد الأطراف | 9 ديسمبر 2002          | 23 نوفمبر 1994       |
|             | منظمة الشرطة الجنائية الدولية      | ?                      | ?                    |
|             | مؤسسة التمويل الدولية              | 2 ديسمبر 1994          | 24 سبتمبر 1984       |
|             | الاتحاد الدولي للاتصالات           | 28 أبريل 1994          | 4 نوفمبر 1975        |
|             | البنك الدولي للإنشاء والتعمير      | 4 يونيو 1993           | 24 سبتمبر 1984       |
|             | منظمة التعاون الإسلامي             | ?                      | ?                    |
|             | يونسكو                             | 6 أبريل 1993           | 11 أكتوبر 1976       |

## وصلات خارجية
- موقع وزارة الخارجية الموزمبيقية